# Quốc lộ 14
De quốc lộ 14 (Nationale weg 14) is een weg in Vietnam. De weg heeft een totale lengte van ongeveer 890 kilometer. De weg is na de Quốc lộ 1A de op een na langste weg in Vietnam.
De weg ligt in de regio's Bắc Trung Bộ, Nam Trung Bộ en Đông Nam Bộ. De weg gaat door de provincies Quảng Trị, Huế, Quảng Nam, Kon Tum, Gia Lai, Đắk Lắk, Đắk Nông en Bình Phước.
De weg begint bij de kruising met de Quốc lộ 9 nabij de Đa Krôngbrug. De weg eindigt in thị trấn Chơn Thành. De weg sluit hier aan op de Quốc lộ 13.
In de provincie Quảng Nam zijn er een aantal afgeleide wegen van de Quốc lộ 14. Deze wegen zijn verbindingswegen met de Quốc lộ 1A. Dit zijn de Quốc lộ 14B en de Quốc lộ 14E. De Quốc lộ 14D is een weg naar Sekong in Laos. De Quốc lộ 14C is een afgeleide weg in de provincies Gia Lai, Đăk Lăk en Đăk Nông.
QL1 · QL1B · QL1K · QL2 · QL3 · QL4 · QL5 · QL6 · QL7A · QL7B · QL8A · QL8B · QL9A · QL9B · QL12 · QL12A · QL14 · QL14B · QL14C · QL14D · QL14E · QL15 · QL15 (Biên Hoà) · QL18 · QL20 · QL51 · QL55 · QL56